# Kerrobert
Kerrobert är en ort i Kanada.   Den ligger i provinsen Saskatchewan, i den centrala delen av landet, 2 500 km väster om huvudstaden Ottawa. Kerrobert ligger 685 meter över havet och antalet invånare är 1 038.
Terrängen runt Kerrobert är platt. Trakten runt Kerrobert är nära nog obefolkad, med mindre än två invånare per kvadratkilometer.. 
Trakten runt Kerrobert består till största delen av jordbruksmark.